# Mark Clayton
Mark Gregory Clayton (Indianapolis, 8 aprile 1961) è un ex giocatore di football americano statunitense che ha giocato nel ruolo di wide receiver nella National Football League (NFL). Fu scelto nel corso dell'ottavo giro (223º assoluto) del Draft NFL 1982 dai Miami Dolphins. Al college giocò a football all'Università di Louisville.

## Carriera professionistica
Clayton fu scelto nel corso dell'ottavo giro del Draft 1982 dai Miami Dolphins. Bersaglio preferito di Dan Marino, fece coppia con Mark Duper formando i popolari "Marks Brothers". Fu convocato per cinque Pro Bowl, nel 1984, 1985, 1986, 1988 and 1991. Clayton terminò le sue undici stagioni di carriera con 582 ricezioni per 8.974 yard e 88 touchdown totali.
È attualmente nei primi 50 giocatori di tutti i tempi per yard ricevute (39º) e touchdown su ricezione (13º). Detiene i record di franchigia dei Dolphins per ricezioni e touchdown in carriera, oltre che per yard ricevute in una singola stagione. Ad un certo punto, la coppia Dan Marino-Mark Clayton era la più prolifica della storia della NFL.
Nel 1984 stabilì il record NFL con 18 touchdown su ricezioni stagionali, superato nel 1987 da Jerry Rice, che è ancora la terza prestazione di tutti i tempi. Quell'anno, disputò l'unico Super Bowl della carriera, venendo sconfitto dai San Francisco 49ers.
Nel 2003, fu inserito nel Miami Dolphins Ring of Honor, insieme al compagno dei "Marks Brother", Mark Duper il 15 novembre 2003. Nel 2005, partecipò al discorso di induzione di Marino nella Pro Football Hall of Fame correndo tra la folla e ricevendo un ultimo passaggio dalla leggenda dal palco.
Clayton è uno dei tre giocatori della storia della NFL a ricevere un passaggio da touchdown sia da Dan Marino sia da Brett Favre durante la stagione regolare. Gli altri sono Keith Jackson e Mark Ingram.

## Palmarès

### Franchigia
- American Football Conference Championship: 1

Miami Dolphins: 1984

### Individuale
- Convocazioni al Pro Bowl: 5

1984, 1985, 1986, 1988, 1991
- All-Pro: 3

1984, 1985, 1988
- Leader della NFL in touchdown su ricezione: 2

1984, 1988
- Miami Dolphins Honor Roll

## Statistiche
| Ricezioni     | 582   |
| Yard ricevute | 8.974 |
| Touchdown     | 88    |